# IPad Mini
iPad Mini (hay iPad mini) là một loại máy tính bảng cỡ nhỏ được Apple Inc. thiết kế, phát triển và phân phối. Được công bố ngày 23 tháng 10 năm 2012, nó biết đến như là thế hệ thứ năm của chuỗi sản phẩm iPad, và là thiết bị đầu tiên xuất hiện với kích thước 7,9 inch, nhỏ hơn so với cỡ 9,7 inch tiền nhiệm. iPad Mini sở hữu cấu hình tương tự iPad 2, kể cả độ phân giải màn hình.
iPad Mini được tung ra tại hầu hết các cửa hàng Apple ngày 2 tháng 11 năm 2012 ở gần như tất cả các thị trường của Apple.

## Lịch sử

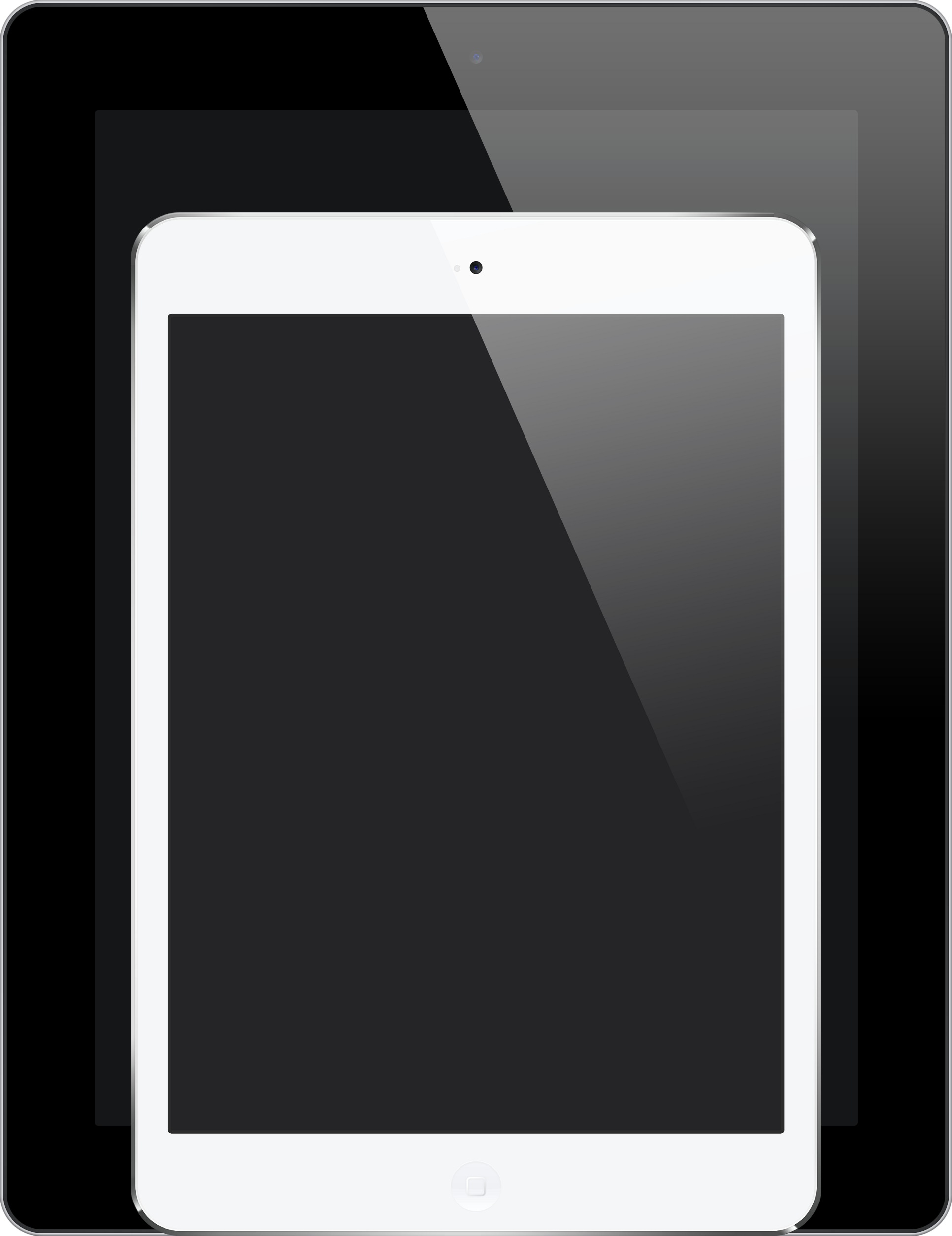
Kích cỡ so sánh giữa iPad Mini và iPad (thế hệ 3)

Tin đồn về iPad Mini bắt đầu từ tháng 4 năm 2012 rằng Apple đang có kế hoạch sản xuất một chiếc máy tính bảng có kích thước nhỏ hơn do cạnh tranh gia tăng từ các máy tính bảng 7" Kindle Fire và Nexus 7. Sản phẩm máy tính bảng mini này không được thiết kế nhằm thay thế new iPad mà Apple muốn bổ sung thêm một dòng tablet cho các kệ hàng của mình.
Tin đồn cho rằng máy tính bảng mini này có màn hình 7,85" hiển thị 1024×768 pixel. Người ta cho rằng sản phẩm này sẽ được công bố vào Sự kiện đặc biệt Apple tháng 9 năm 2012. 
Ngày 16 tháng 10 năm 2012, Apple thông báo với giới truyền thông rằng hãng sẽ tổ chức một sự kiện truyền thông vào ngày 23 tháng 10 năm 2012 tại Nhà hát California ở San Jose, California. Công ty đã không thông báo trước chủ đề của sự kiện, nhưng người ta mong đợi là iPad Mini. Vào ngày của sự kiện, CEO của Apple Tim Cook giới thiệu một phiên bản mới của MacBook family và thế hệ mới của MacBook Pro, Mac Mini, và iMac trước khi iPad iPad thế hệ thứ tư và iPad Mini.

## Tính năng
iPad mini dựa vào cổng kết nối Lightning của Apple. iPad mini trang bị 2 loa ở 2 bên viền dưới. iPad Mini được trang bị camera trước 1,2 mega pixel có khả năng quay video 720p cùng camera sau 5 megapixel có chức năng lấy nét tự động. Màn hình iPad Mini có độ phân giải 1024x768 pixel (162 ppi). Máy chạy trên hệ điều hành iOS 6.0.
iPad Mini sử dụng bộ vi xử lý 2 nhân Apple A5 1 GHz với 512MB RAM. Máy có bộ nhớ trong 16GB, ngoài ra, iPad Mini còn có phiên bản 32GB và 64GB.
Máy có kết nối wifi được hỗ trợ mạng 4G LTE. Ở mức độ sử dụng trung bình, liên tục kết nối Wi-Fi cùng với độ sáng ở cấu hình tự động, iPad Mini có thời lượng sử dụng 1,5 ngày sau một lần sạc đầy.

## Các phụ kiện cho iPad Mini
Các phụ kiện cho iPad Mini được Apple chính thức thiết kế bao gồm Smart Cover, công cụ để kết nối máy ảnh, dock cho iPad, bàn phím không dây và tai nghe.

## So sánh các mẫu
Mẫu gần đây nhất là iPad Mini (5th generation). Các mẫu iPad mini được liệt kê trong bảng.
| Model                              | Model                              | iPad Mini (1st generation) | iPad Mini 2 | iPad Mini 3 | iPad Mini 4 | iPad Mini (5th generation) |
| ---------------------------------- | ---------------------------------- | --- | --- | --- | --- | --- |
| Hình ảnh                           |                                    | | | | | |
| Model Number                       | Model Number                       | A1432 (Wi-Fi) A1454 (Wi-Fi + Cellular) A1455 (Wi-Fi + Cellular)                                                                      | A1489 (Wi-Fi) A1490 (Wi-Fi + Cellular) A1491 (Wi-Fi + Cellular TD-LTE)                                                                                 | A1599 (Wi-Fi) A1600 (Wi-Fi + Cellular) A1601 (Wi-Fi + Cellular TD-LTE)                                                                                 | A1538 (Wi-Fi) A1550 (Wi-Fi + Cellular) | A2133 (Wi-Fi) A2124, A2126 (Wi-Fi + Cellular) A2125 (Wi-Fi + Cellular TD-LTE) |
| Status                             | Status                             | Dated | Discontinued | Discontinued | Available on selected sellers | Current |
| Announcement date                  | Announcement date                  | ngày 23 tháng 10 năm 2012 | ngày 22 tháng 10 năm 2013 | ngày 16 tháng 10 năm 2014 | ngày 9 tháng 9 năm 2015 | ngày 18 tháng 3 năm 2019 |
| Release date                       | Release date                       | ngày 2 tháng 11 năm 2012 | ngày 12 tháng 11 năm 2013 | ngày 22 tháng 10 năm 2014 | 16, 64, 128 GB: ngày 9 tháng 9 năm 2015 32 GB: ngày 7 tháng 9 năm 2016                                                                                 | ngày 18 tháng 3 năm 2019 |
| Capacities and when discontinued   | Capacities and when discontinued   | 32, 64 GB: ngày 22 tháng 10 năm 2013 16 GB: ngày 19 tháng 6 năm 2015                                                                 | 64, 128 GB: ngày 16 tháng 10 năm 2014 16 GB: ngày 7 tháng 9 năm 2016 32 GB: ngày 21 tháng 3 năm 2017                                                   | 16, 64, 128 GB: ngày 9 tháng 9 năm 2015 | 16, 64 GB: ngày 7 tháng 9 năm 2016 32 GB: ngày 21 tháng 3 năm 2017 128 GB: ngày 18 tháng 3 năm 2019                                                    | 64, 256 GB: In Production |
| Launch price                       | Launch price                       | Wi-Fi models: 16 GB US$329, 32 GB US$429, 64 GB US$529 Wi-Fi + Cellular models: 16 GB US$459, 32 GB US$559, 64 GB US$659             | Wi-Fi models: 16 GB US$399, 32 GB US$499, 64 GB US$599, 128 GB US$699 Wi-Fi + Cellular models: 16 GB US$529, 32 GB US$629, 64 GB US$729, 128 GB US$829 | Wi-Fi models: 16 GB US$399, 32 GB US$399, 64 GB US$499, 128 GB US$599 Wi-Fi + Cellular models: 16 GB US$529, 32 GB US$629, 64 GB US$629, 128 GB US$729 | Wi-Fi models: 16 GB US$399, 32 GB US$399, 64 GB US$499, 128 GB US$599 Wi-Fi + Cellular models: 16 GB US$529, 32 GB US$629, 64 GB US$629, 128 GB US$729 | Wi-Fi models: 64 GB US$399, 256 GB US$549 Wi-Fi + Cellular models: 64 GB US$529, 256 GB US$679                                                                                    |
| SoC                                | SoC                                | Apple A5 | Apple A7 | Apple A7 | Apple A8 | Apple A12 Bionic |
| Motion coprocessor                 | Motion coprocessor                 | — | Apple M7 | Apple M7 | Apple M8 | Apple M12 |
| CPU                                | CPU                                | 1 GHz dual-core ARM Cortex-A9 | 1.3 GHz dual-core Apple Cyclone | 1.3 GHz dual-core Apple Cyclone | 1.5 GHz dual-core Apple Typhoon | 2.49 GHz Hexa-core (2x high performance Vortex + 4x high efficiency Tempest) |
| GPU                                | GPU                                | Dual-core PowerVR SGX543MP2 | Quad-core PowerVR G6430 | Quad-core PowerVR G6430 | Quad-core PowerVR GX6450 | Apple-Custom 4-core GPU |
| Memory                             | Memory                             | 512 MB DDR2 RAM built into Apple A5 package                                                                                          | 1 GB LPDDR3 RAM | 1 GB LPDDR3 RAM | 2 GB LPDDR3 RAM | 3 GB LPDDR4X RAM |
| Storage                            | Storage                            | 16, 32, or 64 GB | 16, 32, 64, or 128 GB | 16, 64, or 128 GB | 16, 64, or 128 GB | 64 or 256 GB |
| Display                            | Display                            | 7,9 inch (200 mm) multi-touch display with LED backlighting and a fingerprint and scratch-resistant coating                          | 7,9 inch (200 mm) multi-touch display with LED backlighting and a fingerprint and scratch-resistant coating                                            | 7,9 inch (200 mm) multi-touch display with LED backlighting and a fingerprint and scratch-resistant coating                                            | 7,9 inch (200 mm) multi-touch display with LED backlighting and a fingerprint and scratch-resistant coating                                            | 7,9 inch (200 mm) multi-touch display with LED backlighting and a fingerprint and scratch-resistant coating                                                                       |
| Display                            | Display                            | | | | Fully laminated display, antireflective coating | Fully laminated display, antireflective coating, 500-nits Max Brightness, Wide-Color Display (P3), True Tone display, 1.8% Reflectivity and Apple Pencil (1st Generation) Support |
| Display                            | Display                            | 1024 × 768 pixels at 163 ppi | 2048×1536 pixels at 326 ppi (Retina Display) | 2048×1536 pixels at 326 ppi (Retina Display) | 2048×1536 pixels at 326 ppi (Retina Display) | 2048×1536 pixels at 326 ppi (Retina Display) |
| Camera                             | iSight                             | 1080p HD still and video camera 5 MP, 30fps and 5× digital zoom, geolocation                                                         | 1080p HD still and video camera 5 MP, 30fps and 5× digital zoom, geolocation                                                                           | 1080p HD still and video camera 5 MP, 30fps and 5× digital zoom, geolocation                                                                           | 1080p HD still and video camera 8 MP, 30fps and 5× digital zoom, geolocation                                                                           | 1080p HD still and video camera 8 MP, 120fps and 3× digital zoom, geolocation |
| Camera                             | FaceTime                           | 1.2 MP still, 720p video, geolocation                                                                                                | 1.2 MP still, 720p video, geolocation | 1.2 MP still, 720p video, geolocation | 1.2 MP still, 720p video, geolocation | 7 MP still, 1080p HD video, geolocation |
| Wireless                           | Wi-Fi                              | Wi-Fi (802.11a/b/g/n), Bluetooth 4.0                                                                                                 | Wi-Fi (802.11a/b/g/n), Bluetooth 4.0 | Wi-Fi (802.11a/b/g/n), Bluetooth 4.0 | Wi-Fi (802.11a/b/g/n/ac), Bluetooth 4.2 | Wi-Fi (802.11a/b/g/n/ac), Bluetooth 5.0 |
| Wireless                           | Wi-Fi + Cellular                   | In addition to above: 3G transitional LTE on Cellular model                                                                          | In addition to above: 3G transitional LTE on Cellular model                                                                                            | In addition to above: 3G transitional LTE on Cellular model                                                                                            | In addition to above: 3G transitional LTE on Cellular model                                                                                            | In addition to above: Gigabit-class LTE |
| Wireless                           | Wi-Fi + Cellular                   | Nano-SIM | Nano-SIM | Nano-SIM (supports Apple SIM) | Nano-SIM (supports Apple SIM) | Nano-SIM (with eSIM) |
| Geolocation                        | Wi-Fi                              | Wi-Fi, Apple location databases | Wi-Fi, Apple location databases | Wi-Fi, Apple location databases | Wi-Fi, Apple location databases | Wi-Fi, Apple location databases |
| Geolocation                        | Wi-Fi + Cellular                   | Assisted GPS, GLONASS, Apple databases, Cellular network                                                                             | Assisted GPS, GLONASS, Apple databases, Cellular network                                                                                               | Assisted GPS, GLONASS, Apple databases, Cellular network                                                                                               | Assisted GPS, GLONASS, Apple databases, Cellular network                                                                                               | Assisted GPS, GLONASS, Apple databases, Cellular network |
| Sensors                            | Sensors                            | - Accelerometer - Gyroscope - Ambient light sensor - Magnetometer                                                                    | - Accelerometer - Gyroscope - Ambient light sensor - Magnetometer                                                                                      | - As 1+2, with added Fingerprint scanner | - As 3, with added Barometer | - As 3, with added Barometer |
| Battery                            | Battery                            | 4440mAh lithium-polymer battery | 6471mAh lithium-polymer battery | 6471mAh lithium-polymer battery | 5124mAh lithium-polymer battery | 5124mAh lithium-polymer battery |
| Back Color                         | Back Color                         | Silver, Slate | Silver, Space Grey | Silver, Gold, Space Grey | Silver, Gold, Space Grey | Silver, Gold, Space Grey |
| Front                              | Front                              | White, Black | White, Black | White, Black | White, Black | White, Black |
| Initial operating system           | Initial operating system           | iOS 6.0 | iOS 7.0 | iOS 8.1 | iOS 9.0 | iOS 12.1.4 |
| Highest supported operating system | Highest supported operating system | iOS 9.3.6 | iOS 12.5.1 | iOS 12.5.1 | latest iPadOS | latest iPadOS |
| Dimensions                         | Dimensions                         | 7,87 in × 5,3 in × 0,28 in (199,9 mm × 134,6 mm × 7,1 mm)                                                                            | 7,87 in × 5,3 in × 0,29 in (199,9 mm × 134,6 mm × 7,4 mm)                                                                                              | 7,87 in × 5,3 in × 0,29 in (199,9 mm × 134,6 mm × 7,4 mm)                                                                                              | 8 in × 5,3 in × 0,24 in (203,2 mm × 134,6 mm × 6,1 mm)                                                                                                 | 8 in × 5,3 in × 0,24 in (203,2 mm × 134,6 mm × 6,1 mm) |
| Weight                             | Weight                             | Wi-Fi model: 0,68 lb (310 g) Wi-Fi + Cellular model: 0,69 lb (310 g)                                                                 | Wi-Fi model: 0,73 lb (330 g) Wi-Fi + Cellular model: 0,75 lb (340 g)                                                                                   | Wi-Fi model: 0,73 lb (330 g) Wi-Fi + Cellular model: 0,75 lb (340 g)                                                                                   | Wi-Fi model: 0,65 lb (290 g) Wi-Fi + Cellular model: 0,67 lb (300 g)                                                                                   | Wi-Fi model: 0,66 lb (300 g) Wi-Fi + Cellular model: 0,68 lb (310 g) |
| Mechanical keys                    | Mechanical keys                    | - Home and sleep buttons - Volume control with 2 keys for sound adjustment - Variable (mute sound and rotation lock) function switch | - Home and sleep buttons - Volume control with 2 keys for sound adjustment - Variable (mute sound and rotation lock) function switch                   | - Home and sleep buttons - Volume control with 2 keys for sound adjustment - Variable (mute sound and rotation lock) function switch                   | - Home and sleep buttons - Volume control with 2 keys for sound adjustment - Variable function switch removed                                          | - Sleep button - Volume control with 2 keys for sound adjustment - Home button updated to capacitive technology (Touch ID)                                                        |
| Connector                          | Connector                          | Lightning Connector | Lightning Connector | Lightning Connector | Lightning Connector | Lightning Connector |
| Greenhouse gas emissions           | Greenhouse gas emissions           | 120 kg CO2e | 120 kg CO2e | 170 kg CO2e | 120 kg CO2e | 70 kg CO2e |